# Spoorlijn Ulm - Oberstdorf
De spoorlijn Ulm - Oberstdorf ook wel Illertalbahn genoemd is een niet geëlektrificeerde spoorlijn. Tussen Kempten en Immenstadt im Allgäu wordt gebruikgemaakt van het Allgäubahn als spoorlijn 5302 Ulm - Neu-Ulm, 5400 Neu-Ulm - Kempten, 5362 Kempten - Immenstadt en 5402 Immenstadt - Oberstdorf onder beheer van DB Netze.

## Geschiedenis
Er waren aanvankelijk geen plannen om de stad Memmingen in het Beierse district Zwaben op het spoorwegnet aan te sluiten. De stad Memmingen nam zelf het initiatief voor de aanleg van de Illertalbahn. De concessie werd op 13 september 1861 verstrekt.
De Staats Bahn verstrekte het materieel. Het traject werd op 12 april 1876 overgenomen door de Bayerische Staat.
Het traject werd in fases geopend:
- 12 oktober 1862: Neu-Ulm – Memmingen
- 1 juni 1863: Memmingen – Kempten

## Treindiensten

### Deutsche Bahn
De Deutsche Bahn verzorgt het personenvervoer op dit traject met RE- en RB-treinen.

#### Intercity
Op het traject van Leipzig over Ulm naar Oberstdorf rijdt dagelijks een Intercitytrein Allgäu. Voor deze trein gebruikt de DB twee locomotieven van de Baureihe 218.

### ALEX

#### Allgäu-Express
De Allgäu-Express (afgekort ALEX) was vanaf december 2002 een samenwerkingsverbond van de Länderbahn en de SBB GmbH, een dochteronderneming van de SBB. De samenwerking werd per 9 december 2007 ontbonden.

#### Arriva-Länderbahn-Express

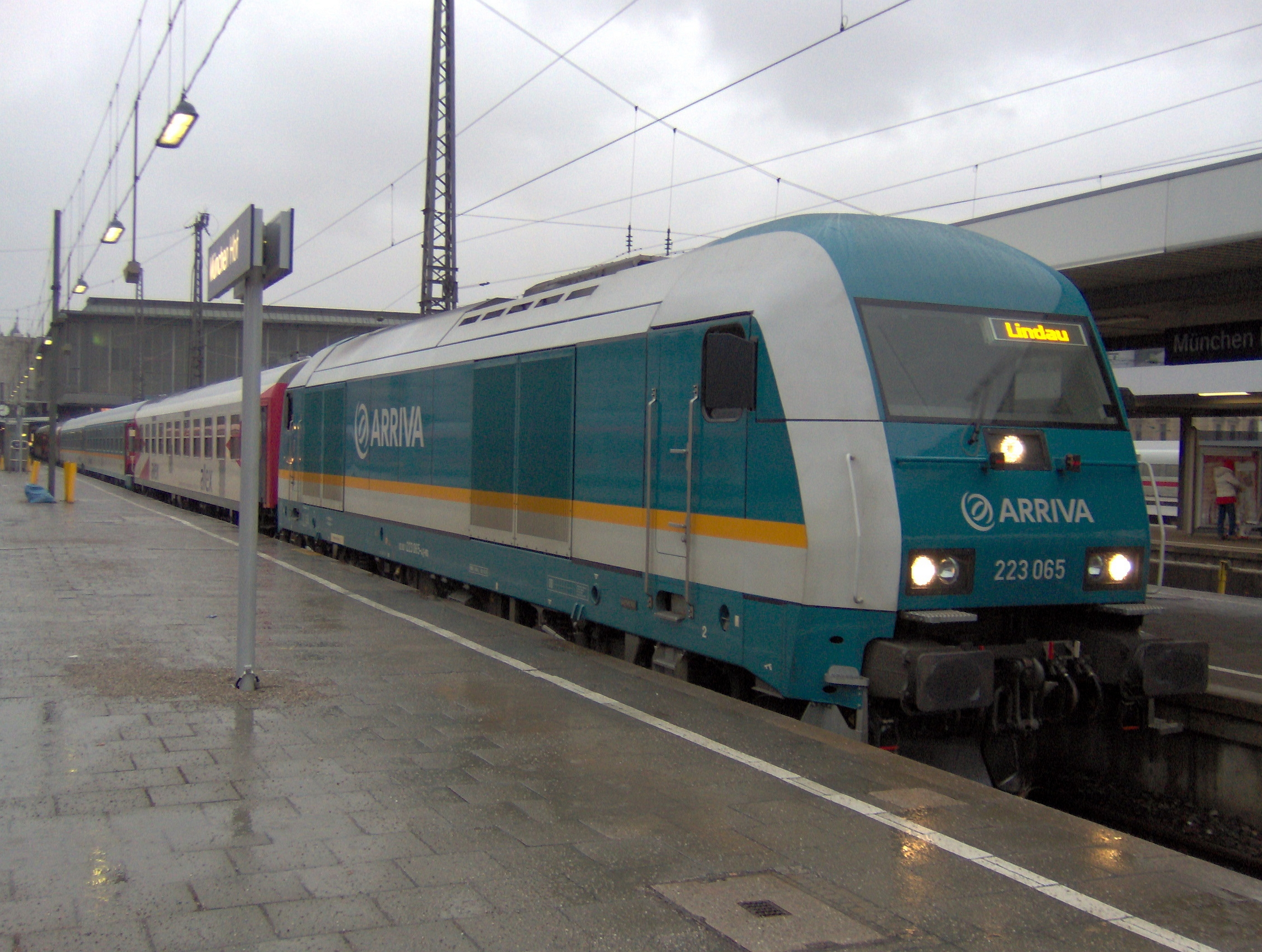
ALEX in München Hauptbahnhof naar Lindau

De Arriva-Länderbahn-Express (afgekort ALEX) is een door Arriva bedreven regionale trein in Beieren.
De bedrijfsvoering is in handen van de Vogtlandbahn, een dochteronderneming van de Länderbahn.

## Aansluitingen
In de volgende plaatsen was of is er een aansluiting van de volgende spoorwegmaatschappijen:

### Ulm
- Maximiliansbahn, spoorlijn tussen Ulm en München
- Südbahn, spoorlijn tussen Ulm en Friedrichshafen Haven
- Filstalbahn, spoorlijn tussen Stuttgart en Ulm
- Donautalbahn, spoorlijn tussen Ulm en Donaueschingen
- Donautalbahn, spoorlijn tussen Ulm en Regensburg
- Brenzbahn, spoorlijn tussen Ulm en Aalen
- Straßenbahn Ulm, stadstram in Ulm

### Memmingen
- Augsburg – Lindau spoorlijn tussen Augsburg en Lindau

### Kempten (Allgau)
- Allgäubahn spoorlijn tussen Buchloe en Lindau
- Außerfernbahn spoorlijn tussen Garmisch-Partenkirchen en Kempten
- Kempten – Isny spoorlijn tussen Kempten en Isny

### Immenstadt
- Allgäubahn spoorlijn tussen Buchloe en Lindau